# NHG-standaard
De NHG-standaarden zijn richtlijnen waarnaar een Nederlandse huisarts zou kunnen handelen als hij of zij geconfronteerd wordt met een bepaald gezondheidsprobleem of een bepaalde klacht. Bijvoorbeeld: hoge bloeddruk, suikerziekte, acne, uitblijven van de menstruatie. Er zijn er inmiddels meer dan honderd. Ze zijn via het internet toegankelijk.
Een belangrijke bezigheid van het Nederlands Huisartsen Genootschap (NHG) is het samenstellen en publiceren van deze standaarden. Ze worden samengesteld door deskundigen, waaronder huisartsen, op het gebied van de betreffende standaard, op basis van gepubliceerd wetenschappelijk onderzoek over het probleem.
Hoewel van het begin af aan door het NHG gesteld is dat de protocollen bedoeld zijn als gids en niet als dwingende norm, hebben ze toch een aanzienlijk gezag verworven, en een huisarts die aantoonbaar volgens de standaard heeft gehandeld zal over het algemeen tuchtrechtelijk noch juridisch in de problemen kunnen komen. Vrij algemeen wordt wel aangehouden dat afwijken van het protocol van de standaard met argumenten verdedigbaar moet zijn. Ook in het buitenland worden de standaarden vaak als voorbeeld aangehaald en/of als uitgangspunt voor richtlijnen genomen.
In de standaarden wordt naast een optimale geneeskundige benadering ook nadrukkelijk rekening gehouden met het kostenaspect en met een doelmatige inzet van tijd en geld, beide schaarse artikelen in de gezondheidszorg.
Kritiek op de standaarden is echter zeker mogelijk. Een belangrijk punt is de werkbaarheid: als iedere huisarts de standaard volledig zou volgen bij iedere gelegenheid waarbij hij met een probleem wordt geconfronteerd waarvoor een standaard bestaat, zou de gemiddelde consultduur ongeveer verdubbelen.
Kritiek van huisartsen op een standaard behelst dus vaak dat er ongebruikelijk veel werk van de huisarts wordt gevraagd voor de hoeveelheid tijd die hij heeft; kritiek vanuit de specialistische geneeskunde dat er juist nog te weinig moeite wordt gedaan om zeldzame mogelijkheden uit te sluiten, of te weinig gebruikgemaakt wordt van wel beschikbare maar zeer dure diagnostische methoden, of van slechts iets betere maar veel duurdere geneesmiddelen. De in de standaard gemaakte keuzen worden echter altijd uitvoerig gedocumenteerd aan de hand van een notenapparaat van geraadpleegde onderzoeksverslagen. De verschillen tussen NHG-standaarden en specialistische richtlijnen over hetzelfde of aanverwante onderwerpen zijn niettemin meestal gering.
De standaarden worden met tussenpozen van gemiddeld enige jaren geactualiseerd, het interval hangt enigszins af van de snelheid van de ontwikkelingen op het gebied van de standaard.
| Categorie                                                    | NHG-code          | Naam                                                          | revisiedatum |
| ------------------------------------------------------------ | ----------------- | ------------------------------------------------------------- | ------------ |
| Algemeen                                                     | M29/samenvatting  | Kinderen met koorts                                           | 2020         |
| Algemeen                                                     | M106/samenvatting | Pijn                                                          | 2024         |
| Algemeen                                                     | M102/samenvatting | Somatisch onvoldoende verklaarde lichamelijke klachten (SOLK) | 2023         |
| Bloed                                                        | M76/samenvatting  | Anemie                                                        | 2024         |
| Spijsverteringsorganen                                       | M34/samenvatting  | Acute diarree                                                 | 2024         |
| Spijsverteringsorganen                                       | M100/samenvatting | Buikpijn bij kinderen                                         | 2012         |
| Spijsverteringsorganen                                       | M99/samenvatting  | Diverticulitis                                                | 2011         |
| Spijsverteringsorganen                                       | M36/samenvatting  | Maagklachten                                                  | 2021         |
| Spijsverteringsorganen                                       | M94/samenvatting  | Obstipatie                                                    | 2010         |
| Spijsverteringsorganen                                       | M71/samenvatting  | Prikkelbaredarmsyndroom (PDS)                                 | 2022         |
| Spijsverteringsorganen                                       | M89/samenvatting  | Rectaal bloedverlies                                          | 2024         |
| Spijsverteringsorganen                                       | M22/samenvatting  | Virushepatitis en andere leveraandoeningen                    | 2023         |
| Spijsverteringsorganen                                       | M47/samenvatting  | Voedselovergevoeligheid en coeliakie                          | 2023         |
| Ogen                                                         | M57/samenvatting  | Rood oog en oogtrauma                                         | 2024         |
| Ogen                                                         | M12/samenvatting  | Visusklachten                                                 | 2015         |
| Oren                                                         | M49/samenvatting  | Otitis externa                                                | 2014         |
| Oren                                                         | M09/samenvatting  | Otitis media acuta bij kinderen                               | 2014         |
| Oren                                                         | M18/samenvatting  | Otitis media met effusie bij kinderen                         | 2014         |
| Oren                                                         | M61/samenvatting  | Slechthorendheid                                              | 2014         |
| Hart-vaatstelsel                                             | M80/samenvatting  | Acuut coronair syndroom                                       | 2012         |
| Hart-vaatstelsel                                             | M79/samenvatting  | Atriumfibrilleren                                             | 2013         |
| Hart-vaatstelsel                                             | M103/samenvatting | Beroerte                                                      | 2013         |
| Hart-vaatstelsel                                             | M84/samenvatting  | Cardiovasculair risicomanagement                              | 2012         |
| Hart-vaatstelsel                                             | M86/samenvatting  | Diepveneuze trombose en longembolie                           | 2015         |
| Hart-vaatstelsel                                             | M51/samenvatting  | Hartfalen                                                     | 2010         |
| Hart-vaatstelsel                                             | M13/samenvatting  | Perifeer arterieel vaatlijden                                 | 2014         |
| Hart-vaatstelsel                                             | M43/samenvatting  | Stabiele angina pectoris                                      | 2004         |
| Hart-vaatstelsel                                             | M30/samenvatting  | Varices                                                       | 2009         |
| Bewegingsapparaat                                            | M90/samenvatting  | Artritis                                                      | 2009         |
| Bewegingsapparaat                                            | M54/samenvatting  | Aspecifieke lagerugpijn                                       | 2005         |
| Bewegingsapparaat                                            | M04/samenvatting  | Enkelbandletsel                                               |              |
| Bewegingsapparaat                                            | M60/samenvatting  | Epicondylitis                                                 | 2009         |
| Bewegingsapparaat                                            | M69/samenvatting  | Fractuurpreventie                                             | 2012         |
| Bewegingsapparaat                                            | M91/samenvatting  | Hand- en polsklachten                                         | 2010         |
| Bewegingsapparaat                                            | M55/samenvatting  | Lumbosacraal radiculair syndroom                              | 2015         |
| Bewegingsapparaat                                            | M107/samenvatting | Niet-traumatische knieklachten                                | 2016         |
| Bewegingsapparaat                                            | M92/samenvatting  | Polymyalgia rheumatica en arteriitis temporalis               | 2010         |
| Bewegingsapparaat                                            | M08/samenvatting  | Schouderklachten                                              | 2008         |
| Bewegingsapparaat                                            | M66/samenvatting  | Traumatische knieklachten                                     | 2010         |
| Zenuwstelsel                                                 | M75/samenvatting  | Duizeligheid                                                  | 2002         |
| Zenuwstelsel                                                 | M19/samenvatting  | Hoofdpijn                                                     | 2014         |
| Zenuwstelsel                                                 | M105/samenvatting | Hoofdtrauma                                                   | 2015         |
| Zenuwstelsel                                                 | M93/samenvatting  | Perifere aangezichtsverlamming                                | 2010         |
| Zenuwstelsel                                                 | M98/samenvatting  | Ziekte van Parkinson                                          | 2011         |
| Psychische problemen                                         | M104/samenvatting | ADHD bij kinderen                                             | 2014         |
| Psychische problemen                                         | M62/samenvatting  | Angst                                                         | 2012         |
| Psychische problemen                                         | M59/samenvatting  | Bedplassen                                                    | 2006         |
| Psychische problemen                                         | M77/samenvatting  | Delier                                                        | 2014         |
| Psychische problemen                                         | M21/samenvatting  | Dementie                                                      | 2012         |
| Psychische problemen                                         | M44/samenvatting  | Depressie                                                     | 2012         |
| Psychische problemen                                         | M110/samenvatting | Overspanning en burn-out                                      | 2018         |
| Psychische problemen                                         | M10/samenvatting  | Problematisch alcoholgebruik                                  | 2014         |
| Psychische problemen                                         | M23/samenvatting  | Slaapproblemen                                                | 2014         |
| Luchtwegen                                                   | M11/samenvatting  | Acute keelpijn                                                | 2015         |
| Luchtwegen                                                   | M33/samenvatting  | Acute rhinosinusitis                                          | 2014         |
| Luchtwegen                                                   | M78/samenvatting  | Acuut hoesten                                                 | 2013         |
| Luchtwegen                                                   | M48/samenvatting  | Allergische en niet-allergische rinitis                       | 2006         |
| Luchtwegen                                                   | M24/samenvatting  | Astma bij kinderen                                            | 2014         |
| Luchtwegen                                                   | M27/samenvatting  | Astma bij volwassenen                                         | 2015         |
| Luchtwegen                                                   | M26/samenvatting  | COPD                                                          | 2015         |
| Luchtwegen                                                   | M111/samenvatting | COVID-19                                                      | 2024         |
| Luchtwegen                                                   | M112/samenvatting | Langdurige klachten na COVID-19                               | 2022         |
| Huid en subcutis                                             | M15/samenvatting  | Acne                                                          | 2007         |
| Huid en subcutis                                             | M68/samenvatting  | Bacteriële huidinfecties                                      | 2007         |
| Huid en subcutis                                             | M70/samenvatting  | Decubitus                                                     | 2015         |
| Huid en subcutis                                             | M64/samenvatting  | Dermatomycosen                                                | 2008         |
| Huid en subcutis                                             | M37/samenvatting  | Eczeem                                                        | 2014         |
| Huid en subcutis                                             | M101/samenvatting | Lichen sclerosus                                              | 2012         |
| Huid en subcutis                                             | M39/samenvatting  | Psoriasis                                                     | 2014         |
| Huid en subcutis                                             | M16/samenvatting  | Ulcus cruris venosum                                          | 2010         |
| Huid en subcutis                                             | M108/samenvatting | Verdachte huidafwijkingen                                     | 2017         |
| Endocriene klieren / voeding / metabolisme                   | M01/samenvatting  | Diabetes mellitus type 2                                      | 2013         |
| Endocriene klieren / voeding / metabolisme                   | M95/samenvatting  | Obesitas                                                      | 2010         |
| Endocriene klieren / voeding / metabolisme                   | M31/samenvatting  | Schildklieraandoeningen                                       | 2013         |
| Urinewegen                                                   | M109/samenvatting | Chronische nierschade                                         | 2018         |
| Urinewegen                                                   | M46/samenvatting  | Incontinentie voor urine bij vrouwen                          | 2015         |
| Urinewegen                                                   | M42/samenvatting  | Mictieklachten bij mannen                                     | 2013         |
| Urinewegen                                                   | M63/samenvatting  | Urinesteenlijden                                              | 2015         |
| Urinewegen                                                   | M05/samenvatting  | Urineweginfecties                                             | 2013         |
| Zwangerschap / anticonceptie / geslachtsorganen man en vrouw | M58/samenvatting  | Amenorroe                                                     | 2007         |
| Zwangerschap / anticonceptie / geslachtsorganen man en vrouw | M02/samenvatting  | Anticonceptie                                                 | 2011         |
| Zwangerschap / anticonceptie / geslachtsorganen man en vrouw | M73/samenvatting  | De overgang                                                   | 2012         |
| Zwangerschap / anticonceptie / geslachtsorganen man en vrouw | M07/samenvatting  | Borstkanker                                                   | 2008         |
| Zwangerschap / anticonceptie / geslachtsorganen man en vrouw | M38/samenvatting  | Fluor vaginalis                                               | 2005         |
| Zwangerschap / anticonceptie / geslachtsorganen man en vrouw | M82/samenvatting  | Het soa-consult                                               | 2013         |
| Zwangerschap / anticonceptie / geslachtsorganen man en vrouw | M03/samenvatting  | Miskraam                                                      | 2004         |
| Zwangerschap / anticonceptie / geslachtsorganen man en vrouw | M50/samenvatting  | Pelvic inflammatory disease                                   | 2005         |
| Zwangerschap / anticonceptie / geslachtsorganen man en vrouw | M97/samenvatting  | Preconceptiezorg                                              | 2011         |
| Zwangerschap / anticonceptie / geslachtsorganen man en vrouw | M87/samenvatting  | Seksuele klachten                                             | 2015         |
| Zwangerschap / anticonceptie / geslachtsorganen man en vrouw | M25/samenvatting  | Subfertiliteit                                                | 2010         |
| Zwangerschap / anticonceptie / geslachtsorganen man en vrouw | M28/samenvatting  | Vaginaal bloedverlies                                         | 2014         |
| Zwangerschap / anticonceptie / geslachtsorganen man en vrouw | M32/samenvatting  | Zwangerschap en kraamperiode                                  | 2015         |
| Vervallen                                                    | M06 vervallen     | Preventie en vroegdiagnostiek van cervixcarcinoom             |              |
| Vervallen                                                    | M14 vervallen     | Het Spiraaltje                                                |              |
| Vervallen                                                    | M17 vervallen     | Hypertensie                                                   |              |
| Vervallen                                                    | M20 vervallen     | Cholesterol                                                   |              |
| Vervallen                                                    | M35 vervallen     | Influenza en influenzavaccinatie                              |              |
| Vervallen                                                    | M40 vervallen     | Bloedonderzoek                                                |              |
| Vervallen                                                    | M41 vervallen     | Reumatoïde artritis                                           |              |
| Vervallen                                                    | M45 vervallen     | TIA                                                           |              |
| Vervallen                                                    | M52 vervallen     | Herpes genitalis                                              |              |
| Vervallen                                                    | M53 vervallen     | Condylomata acuminata                                         |              |
| Vervallen                                                    | M56 vervallen     | Urethritis bij mannen                                         |              |
| Vervallen                                                    | M65 vervallen     | Niet-traumatische knieproblemen bij kinderen en adolescenten  |              |
| Vervallen                                                    | M67 vervallen     | Niet-traumatische knieproblemen bij kinderen en volwassenen   |              |
| Vervallen                                                    | M72 vervallen     | Jicht                                                         |              |
| Vervallen                                                    | M74 vervallen     | Onderzoek van de pasgeborene                                  |              |
| Vervallen                                                    | M81 vervallen     | CVA                                                           |              |
| Vervallen                                                    | M83 vervallen     | Beleid bij een doorgemaakt myocardinfarct                     |              |
| Vervallen                                                    | M85 vervallen     | Stoppen met roken                                             |              |
| Vervallen                                                    | M88 vervallen     | Influenzapandemie                                             |              |
| Vervallen                                                    | M96 vervallen     | Het preventieconsult Cardiometabool risico                    |              |